# Ordensmühle (Anzefahr)

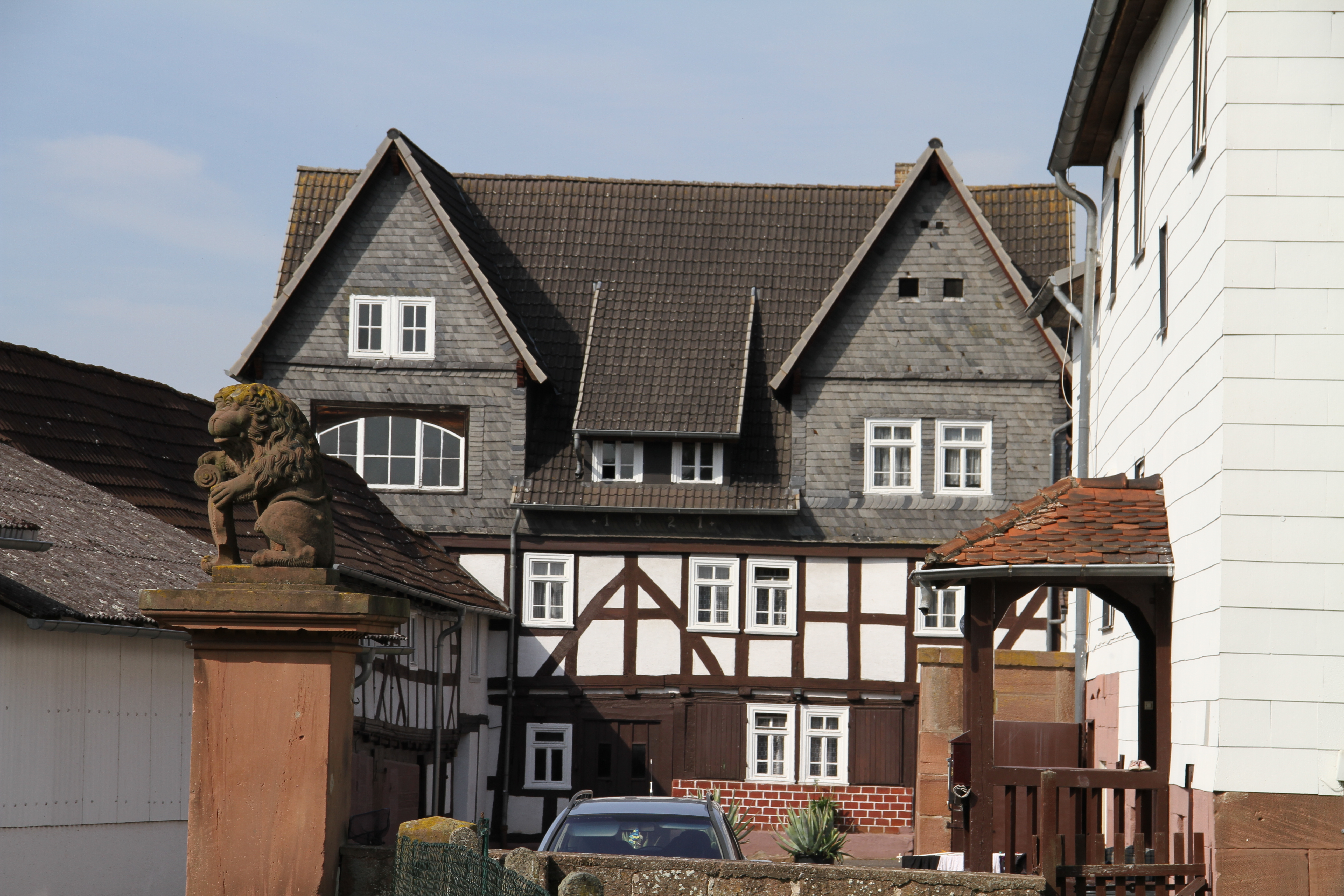
Haupthaus der Ordensmühle, rechts die plattenverkleidete Scheune

Die Ordensmühle ist eine ehemalige Wassermühle an der Ohm am südlichen Ortsrand von Anzefahr, einem Ortsteil der mittelhessischen Stadt Kirchhain im Landkreis Marburg-Biedenkopf. Erstmals urkundlich erwähnt wurde eine Getreidemühle im Jahr 1362, die Gebäude der heutigen denkmalgeschützten Hofanlage stammen aus dem 18. und 19. Jahrhundert. Der Betrieb der mehrfach modernisierten und erweiterten Mühle wurde 1955 eingestellt.

## Besitzgeschichte und Namensgebung
Bis 1362 war die Anzefahrer Mühle im Besitz derer von Weitershausen, in diesem Jahr erwarben die von Anzefahr einen Achtel. Der übrige Anteil ging zwei Jahre später an die von Falkenhain, die gesamte Mühle war jedoch seit 1364 an die Riedesel verpachtet, die bereits zwei Jahre zuvor den Anteil derer von Anzefahr übernommen hatten.
Später übernahmen die von Rodenhausen die Mühle, 1491 ging sie durch Tausch an die Landkommende Marburg des Deutschen Ordens und wurde seitdem Ordens-Mühle genannt.

## Baugeschichte und Architektur

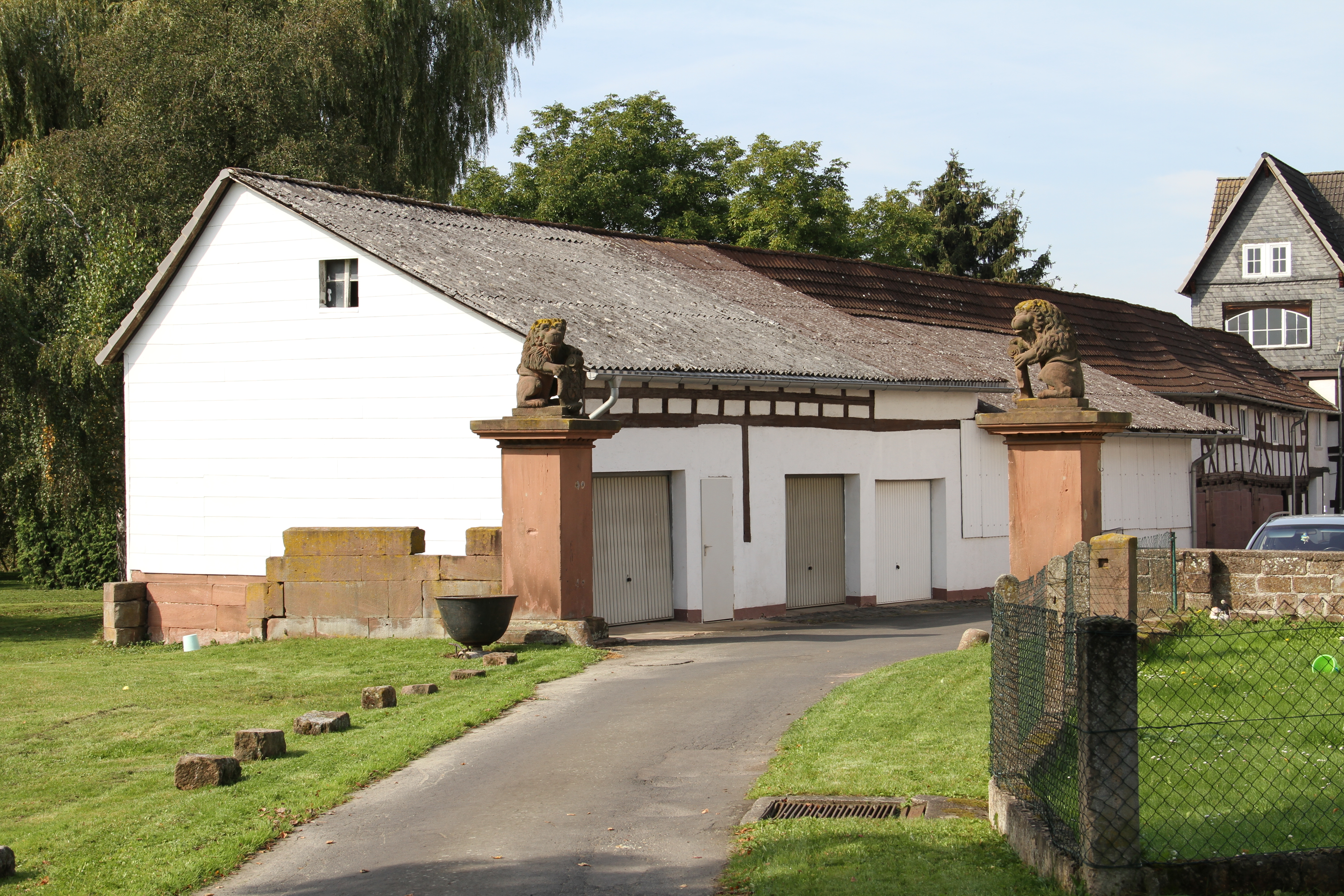
Einfahrt zum Hof

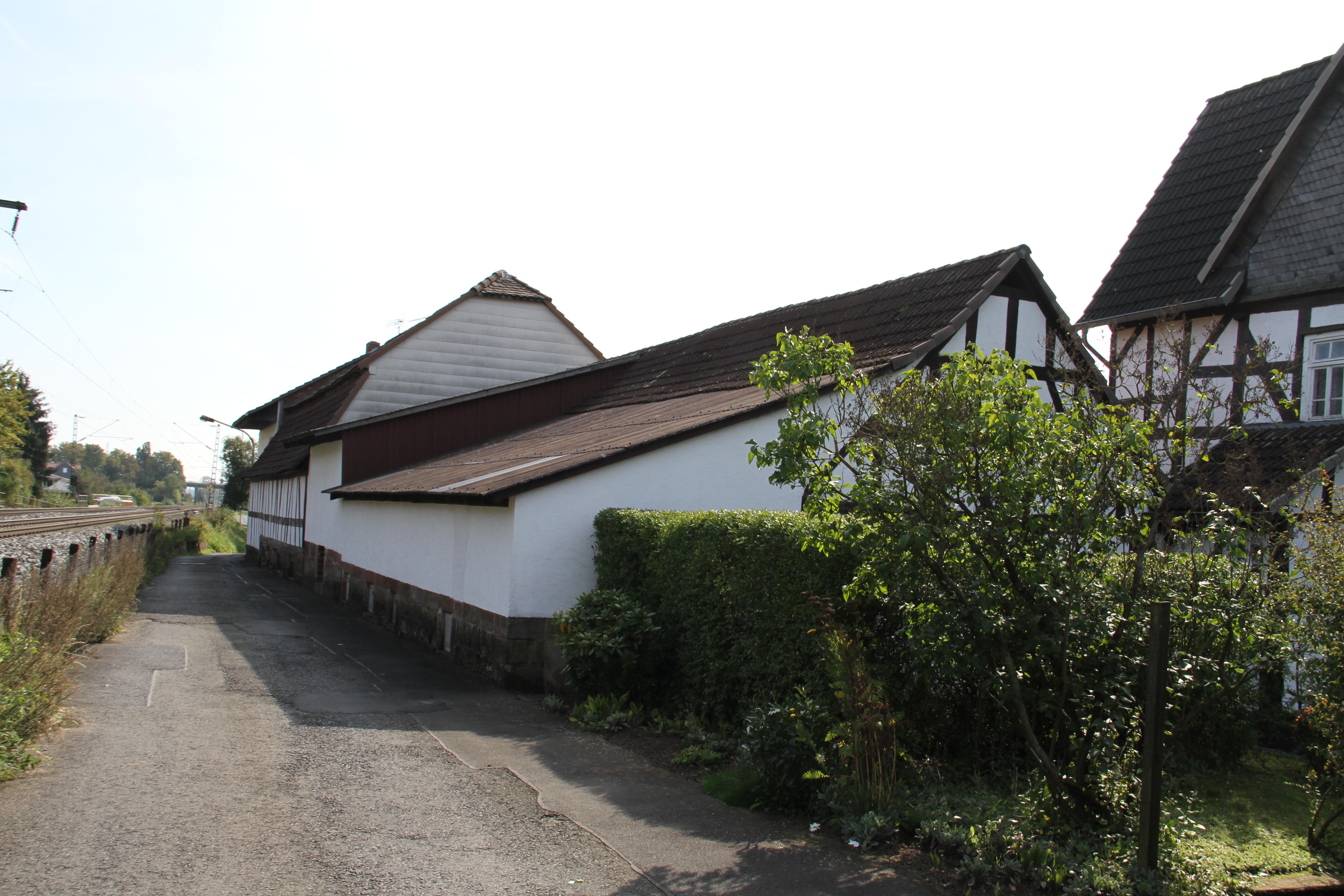
Ansicht von Westen, links der Bahndamm der Main-Weser-Bahn

Das heutige Wohn- und Haupthaus der Ordensmühle wurde 1722 in Stockwerkbauweise erbaut, der Geschossversprung ist deutlich ausgeprägt. Das ursprüngliche Krüppelwalmdach wurde 1921 durch zwei Zwerchhäuser ersetzt, die vollständig mit Schiefer verkleidet sind. Erhalten geblieben ist dagegen die Haustür.
Die zu beiden Seiten des Hofes stehenden Wirtschaftsgebäude wurden vermutlich um 1813 als Ställe für die um 1800 neu eingeführten Pferde errichtet. Ihr Fachwerk zeichnet sich durch Mannfiguren mit Halsriegel und Sporn aus. Die Untergeschosse der Wirtschaftsgebäude sind in Werkstein neu gemauert worden, dabei wurde ein vom Hof stammender Haustein, der als Inschrift die Jahreszahl 1588 trägt, integriert.
Die heute als Wohnhaus genutzte Scheune wird aufgrund ihrer Bauweise auf die Zeit um 1880 datiert, sie verfügt wie die Wirtschaftsgebäude über einen Werksteinsockel und ist vollständig mit Platten verkleidet. Im Laufe des 20. Jahrhunderts wurde zudem ein Mansarddach aufgesetzt, was das Erscheinungsbild zusätzlich verändert hat.
Die Hofeinfahrt wird von zwei großen Torpfeilern aus Sandstein umrahmt, auf denen jeweils die Skulptur eines schildtragenden Löwen auf einer großen Sandsteinplatte angebracht ist. Eines der Schilder trägt die Inschrift „Errichtet Heinrich Josef Kremer am 8. Juni 1852“, auf dem anderen Schild sind Zunftsymbole der Müller zu sehen.
Zur Anlage, die aus geschichtlichen, kulturellen sowie städtebaulichen Gründen unter Denkmalschutz steht, gehören weitere Gebäude aus dem 20. Jahrhundert, darunter die ehemalige Bäckerei.

## Betrieb und Ausstattung
1555 wurde der Ordensmühle durch die flussabwärts gelegene Lachenmühle, eine Vorgängerin der Hainmühle bei Betziesdorf, das Wasser abgegraben. Der daraufhin entbrannte Streit um das Wasserrecht wurde 1582 durch Verlegung der Lachenmühle beigelegt.
1588 wurde für die Ordensmühle ein Stauwehr in der Ohm errichtet, woraufhin es zum Streit mit den Müllern der flussaufwärts gelegenen Grindelmühle bei Schönbach sowie wiederum der nun Heym-Mühle genannten Betziesdorfer Mühle kam. Um den Betrieb auch bei Hochwasser aufrechtzuerhalten, wurde Ende des 18. Jahrhunderts ein Flutgang angelegt.
1807 verfügte die Ordensmühle über drei unterschlächtige Mahlgänge und einen Schlaggang. Um diese Zeit schafften die Besitzer der Mühle Pferde an, um ihre Kunden besser beliefern zu können. Zur Mitte des 19. Jahrhunderts wurde die Mühle durch die Main-Weser-Bahn vom restlichen Ort abgetrennt, 1856 die Ölmühle der Anlage weiter ausgebaut.
Im Jahr 1903 wurde zum Betrieb der Mahlwerke eine Turbine eingebaut. Mit dieser konnten ab 1908 zusätzlich zwei Schleifsteine und eine Knochenmühle angetrieben werden. Hinzu kamen ein Butterfass und eine Milchzentrifuge, ab 1920 wurde zudem eine elektrische Lichtanlage betrieben.
1945 wurde noch eine Bäckerei angebaut, jedoch stellte die Mühle bereits zehn Jahre später ihren Betrieb ein, da das Mahlwerk trotz Turbinenantrieb unwirtschaftlich geworden war. Die Turbine wurde auch nicht mehr zu anderen Zwecken verwendet.
Nachdem das Stauwehr zu Beginn der 1960er Jahre durch Eisgang zerstört worden war, wurde es zurückgebaut. Die Aufgabe des Wasserrechts erfolgte 1970, anschließend wurde 1975 der Mühlgraben verschüttet. Seitdem werden Gebäude und Hofanlage landwirtschaftlich genutzt.